# Normalização (metalurgia)

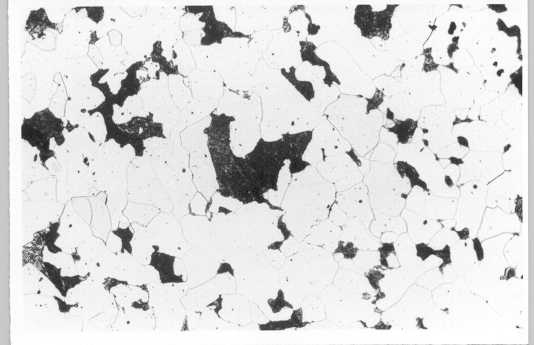
A perlita e a ferrita são microestruturas obtidas através do tratamento térmico de normalização e recozimento de aços hipereutetóides.

A normalização em metalurgia é um tratamento térmico aplicado ao aço semelhante ao recozimento quanto as microestruturas formadas, sendo elas para aços carbono ferrita, perlita e/ou cementita. Trata-se de um aquecimento do aço até a uma temperatura que permita austenitização completa e posteriormente resfriá-los ao ar parado ou agitado, variando de acordo com o teor de carbono, elementos de liga, dimensões e geometria das peças. É indicada para diminuir as tensões decorrentes dos processos de fundição e conformação mecânica a quente ou a frio e como tratamento preliminar à têmpera e ao revenimento por obter uma estrutura mais uniforme do que a obtida na laminação e/ou no forjamento.

## Objetivo

Diagrama CCT de um aço eutetóide. As texas de resfriamentos entre 3 e 4 podem representar taxas de resfriamento para formação das microestruturas características da normalização. Neste caso perlita fina.

Além da diminuição de tensões, a normalização tem por finalidade:
- Refino de grão e homogeneização a estrutura.
- A recristalização é um fenômeno de nucleação, que consiste no surgimento de novos e diminutos cristais de composição e estruturas idênticas aos grãos originais não deformados.  Grãos grandes ou grosseiros tendem a apresentar maior heterogeneidade de propriedades, maior fragilidade e apresentam maiores contornos de grão, que representam descontinuidades que impedem o deslizamento ou movimento das discordâncias, diminuindo a resistência mecânica e dureza , enquanto a granulometria fina , possui menor número de contornos de grão, menor resistência ao movimento favorecendo a resistência mecânica.[2]

- Melhoria da usinabilidade
- Refino de estruturas brutas de fusão.
- Melhoria da usinabilidade.
- Obtenção de propriedades mecânicas específicas, como boa ductilidade e resistência mecânica mais elevada que a obtida por recozimento.

## Procedimento de execução

### Paraaços hipoeutetóides(baixo a médio carbono) - abaixo de 0,76% de C
Aquecimento de aço a temperaturas acima da sua temperatura crítica, mantendo-o nessa temperatura para completa homogeneização com posterior resfriamento ao ar. Realiza-se aquecimento até pelo menos 55° C acima da temperatura crítica superior, ou seja, A3. Obtendo- se uma microestrutura ferrita + perlita fina.

### Paraaçoseutetóides-0,76% de C
O aquecimento é feito 55° acima da temperatura crítica superior, linha A1. Obtendo-se uma microestrutura perlita fina.

### Paraaços hipereutetóides(alto carbono) - acima de 0,76% de C
O aquecimento é feito 55° acima da temperatura crítica superior, linha Acm. Obtendo-se uma microestrutura cementita + perlita fina
Os aços ligas também sofrem aquecimento de 55°C acima das linhas A3 e Acm de acordo com o teor de carbono.

## Observações
Embora o resfriamento da peça após a normalização geralmente aconteça ao ar livre, é comum que aconteça em atmosfera controlada, com injeção de gases hidrogênio e nitrogênio. Desse modo, é possível obter uma qualidade superior da superfície da peça tratada, o que vai prevenir contra a ocorrência de oxidação e descarbonetação.
Em comparação com o recozimento, a resistência mecânica obtida na normalização é mais alta, porém a ductilidade é menor.
A normalização é muitas vezes utilizada como tratamento de peças usinadas, forjadas, etc., que visa prepará-las para a têmpera.